# Pseudophilomedes foveolatus
Pseudophilomedes foveolatus är en kräftdjursart som beskrevs av Mueller 1894. Pseudophilomedes foveolatus ingår i släktet Pseudophilomedes och familjen Philomedidae. Inga underarter finns listade i Catalogue of Life.